# Dan Hartman
Dan Hartman, właściwie Daniel Earl Hartman (ur. 8 grudnia 1950 w Harrisburgu, zm. 22 marca 1994 w Westport) – amerykański piosenkarz pop, autor tekstów i producent muzyczny.

## Życiorys
W wieku 13 lat wraz z bratem współtworzył zespół The Legends, w którym grał na instrumentach klawiszowych i komponował muzykę. Grupa nie odniosła sukcesu, zaś Dan Hartman związał się z zespołem Edgar Winter Group, z którym nagrał trzy albumy. W 1976 rozpoczął karierę solową, wydając pierwszą płytę Who Is Dan Hartman.
Najwyższe miejsca na amerykańskich listach przebojów uzyskały takie utwory piosenkarza jak „Instant Replay”, „I Can Dream About You” i nagrany wspólnie z Loleattą Holloway „Relight My Fire”.
Zmarł w wieku 43 lat na skutek powikłań związanych z AIDS.

## Dyskografia

### Albumy
- 1976 – Who Is Dan Hartman
- 1976 – Images
- 1979 – Instant Replay
- 1980 – Relight My Fire
- 1981 – April Music Recorded Music Library
- 1982 – It Hurts To Be In Love
- 1989 – New Green Clear Blue
- 1994 – Keep The Fire Burnin

### Single
- 1978 – „Instant Replay”
- 1979 – „This Is It”
- 1979 – „Hands Down”
- 1980 – „Relight My Fire”
- 1984 – „I Can Dream About You”
- 1984 – „We Are the Young”
- 1985 – „Second Nature”
- 1985 – „Get Outta Town”
- 1994 – „Keep the Fire Burnin'”